# Comuna de Stara Błotnica
Stara Błotnica (polaco: Gmina Stara Błotnica) é uma gminy (comuna) na Polónia, na voivodia de Mazóvia e no condado de Białobrzeski. A sede do condado é a cidade de Stara Błotnica.
De acordo com os censos de 2004, a comuna tem 5226 habitantes, com uma densidade 54,3 hab/km².

## Área
Estende-se por uma área de 96,24 km², incluindo:
- área agrícola: 84%
- área florestal: 9%

## Demografia
Dados de 30 de Junho 2004:
|                      | Total   | Total | Mulheres | Mulheres | Homens  | Homens |
| -------------------- | ------- | ----- | -------- | -------- | ------- | ------ |
|                      | pessoas | %     | pessoas  | %        | pessoas | %      |
| População            | 5226    | 100   | 2594     | 49,6     | 2632    | 50,4   |
| Densidade (pop./km²) | 54,3    | 100   | 27       | 27       | 27,3    | 27,3   |

De acordo com dados de 2002, o rendimento médio per capita ascendia a 1271,94 zł.

## Subdivisões
- Chruściechów, Czyżówka, Grodzisko, Jakubów, Kaszów, Łępin, Nowy Gózd, Nowy Kadłubek, Nowy Kiełbów, Pągowiec, Pierzchnia, Ryki, Siemiradz, Stara Błotnica, Stare Siekluki, Stare Żdżary, Stary Gózd, Stary Kadłub, Stary Kadłubek, Stary Kiełbów, Stary Kobylnik, Stary Osów, Stary Sopot, Tursk, Żabia Wola.

## Comunas vizinhas
- Białobrzegi, Jedlińsk, Przytyk, Radzanów, Stromiec, Zakrzew